# Ляцкий, Теодор Александр
Теодор Александр Ляцкий (около 1617—1683) — государственный деятель Великого княжества Литовского.
Большой подстолий литовский (1653—1654), маршал надворный литовский (1654—1683).

## Семья
Представитель шляхетского рода Ляцких собственного герба, сын Яна Альфонса Ляцкий и Яны Тальваш. Был женат с Анной, дочерью Петра Паца.